# Keli
Keli (gruzínsky ყელის, Keli, osetsky Хъелы, Chely) je jezero v kraji Mccheta-Mtianetie v Gruzii, které se nachází na části území regionu pod kontrolou Jižní Osetie. Leží v nadmořské výšce 2914 m. Má rozlohu 1,36 km². Je sopečného a ledovcového původu.

## Vodní režim
Z jezera odtéká řeka Ksani.